# 第一届全国人民代表大会
中华人民共和国第一届全国人民代表大会是中华人民共和国成立后的首個全国人民代表大会任期，任期由1954年至1959年。與會者被稱為全國人大代表，總共1226人，其中包括177名少数民族的代表，147名婦女代表，其中中共黨員668人，占54.48％。

## 历次全体会议

毛泽东與周恩来在第一屆全國人民代表大會上

### 第一次会议

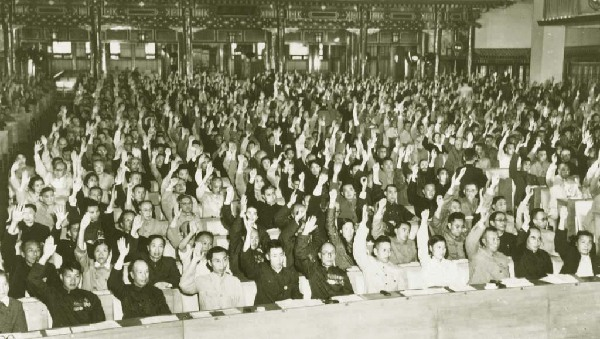
出席第一届全国人民代表大会第一次会议的代表举手表决。

中华人民共和国第一届全国人民代表大会第一次会议（1954年9月15日—9月28日，北京中南海怀仁堂），代表总人数1226人（其中女代表147人，少数民族代表178人）。除了领导人物之外，基本上都是来自工农兵三个领域的底层人民，据出席此次会议的第一届全国人大代表申纪兰回忆，这其中，农民又占很大比例；大家的文化知识水平都很低、甚至还有好多人不识字、或完全不能理解“人民代表大会”的真正含义。中央人民政府主席毛泽东致开幕词，刘少奇作《关于中华人民共和国宪法草案的报告》，中央人民政府政务院总理周恩来作《政府工作报告》。会议通过中华人民共和国历史上第一部宪法——《中华人民共和国宪法》； 通过了《关于政府工作报告的决议》、《中华人民共和国全国人民代表大会组织法》、《中华人民共和国国务院组织法》、《中华人民共和国人民法院组织法》、《中华人民共和国人民检察院组织法》、《中华人民共和国地方各级人民代表大会和地方各级人民委员会组织法》、《关于中华人民共和国现行法律、法令继续有效的决议》；选举毛泽东为中华人民共和国主席，朱德为副主席，根据毛泽东的提名，决定周恩来为中华人民共和国国务院总理（这次会议上，原中央人民政府政务院改为中华人民共和国国务院）。
| 候選人               | 候選人 | 政黨       | 政黨       | 得票    | 得票    | 當選 |
| -------------------- | ------ | ---------- | ---------- | ------- | ------- | ---- |
| 候選人               | 候選人 | 政黨       | 政黨       | 票數    | 得票率  | 當選 |
| 中华人民共和国主席   | 毛泽东 |            | 中国共产党 | 1,210   | 100.00% | 當選 |
| 中华人民共和国副主席 | 朱 德  | 中国共产党 | 1,210      | 100.00% | 當選    |      |

1954年9月27日，会议选举产生了第一届全国人民代表大会常务委员会。

### 第二次会议

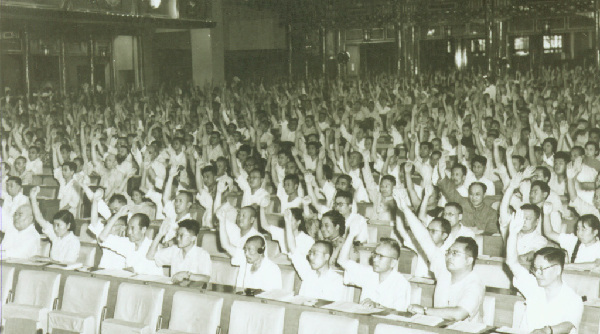
出席第一届全国人民代表大会第二次会议的代表举手表决。

中华人民共和国第一届全国人民代表大会第二次会议（1955年7月5日—7月30日，北京），会议代表1118人。李富春作《关于发展国民经济第一个五年计划的报告》，李先念作《关于1954年国家决算和1955年国家预算的报告》，彭德怀作《关于中华人民共和国兵役法草案的报告》，彭真作《全国人大常委会工作报告》，邓子恢作《关于根治黄河水害和开发黄河水利的综合规划的报告》，陈云作《关于粮食的统购统销问题》的报告。周恩来总理作《目前国际形势和中国外交政策》的发言，提出签订亚洲和太平洋地区集体和平公约的建议。同时，在《目》的发言中，有关于台湾问题的政策主张。周恩来在会议上宣称：“愿意在可能的条件下，争取用和平的方式解放台湾。只要美国不干涉中国的内政，和平解放台湾的可能性将会持续增长，如果可能的话，中国政府愿意同台湾地方的负责当局协商和平解放台湾的具体步骤。”大会还通过《中华人民共和国发展国民经济的第一个五年计划（1953－1957）》、1954年国家决算和1955年国家预算、《关于根治黄河水害和开发黄河水利的综合规划的决议》、《中华人民共和国兵役法》、《关于授权常务委员会制定单行法规的决议》、关于撤销熱河省、西康省并修改中华人民共和国地方各级人民代表大会和地方各级人民委员会组织法第二十五条第二款第一项规定的决议；关于撤销燃料工业部、设立煤炭工业部、电力工业部、石油工业部、农产品采购部，并修改中华人民共和国国务院组织法第二条第一款条、文的决议。同时，会议还补选了常委会委员。

### 第三次会议
中华人民共和国第一届全国人民代表大会第三次会议（1956年6月15日—6月30日，北京），会议代表1041人。李先念作《关于1955年国家决算和1956年国家预算的报告》，廖鲁言作关于《高级农业生产合作社示范章程（草案）》的说明，彭真作《全国人大常委会工作报告》。会议期间陈云作商业工作与工商关系问题的发言，李维汉作关于统一战线的发言，周恩来作关于目前国际形势、中国外交政策和解放台湾问题的发言。会议批准1955年国家决算和1956年国家预算，通过了《高级农业生产合作社示范章程》、关于全国人大常委会工作报告的决议、关于修改《地方各级人民代表大会和地方各级人民委员会组织法》第二十五条第二款第四项第五项规定的决议。会议还通过了这次会议的提案审查意见，同时，会议还补选了常委会委员。

### 第四次会议
中华人民共和国第一届全国人民代表大会第四次会议（1957年6月26日—7月15日，北京），会议代表1079人。国务院总理周恩来作《政府工作报告》和《关于中缅边界问题的报告》，彭真作《全国人大常委会工作报告》，李先念作《关于1956年国家决算和1957年国家预算草案的报告》，薄一波作《关于1956年度国民经济计划的执行结果和1957年度国民经济计划草案的报告》，张鼎丞作关于1956年以来检察工作情况的报告》，董必武《关于最高人民法院工作报告》，乌兰夫《关于建立广西壮族自治区和宁夏回族自治区的报告》。会议批准各项工作报告。批准1956年国家决算，修正批准1957年国家预算，批准1957年度国民经济计划、批准中缅边界问题的报告，通过关于第二届全国人大代表选举问题的决议、关于成立广西壮族自治区和宁夏回族自治区的决议、关于死刑案件由最高人民法院判决或者核准的决议。同时，会议还补选了常委会委员。

### 第五次会议
中华人民共和国第一届全国人民代表大会第五次会议（1958年2月1日—2月11日，北京），会议代表1015人。国务院总理周恩来作目前国际形势和中国外交政策的报告，李先念《关于1957年国家预算执行情况和1958年国家预算草案的报告》、薄一波作《关于1958经济计划草案的报告》，吴玉章作《关于当前文字改革工作和汉语拼音方案的报告》。会议通过关于全国人大常委会工作报告的决议，原则批准1957年国家预算执行情况，修正批准1958年国家预算，批准1958国民经济计划。通过《关于汉语拼音方案的决议》，批准《汉语拼音方案》，原则同意关于当前文字改革和汉语拼音方案的报告；通过关于调整国务院所属组织机构的决定；会议决定若干国务院组成人员的任免；通过关于将直辖市天津市改为河北省省辖市的决议和关于中国科学院院长、副院长任免问题的决议。会议还补选了程潜为全国人大常委会副委员长和常委会委员。